# ذخیره‌گاه طبیعی بلوگوریه
ذخیره‌گاه طبیعی بلوگوریه (انگلیسی: Belogorye Nature Reserve) یک پارک و ذخیره‌گاه طبیعی در استان بلگورود کشور روسیه است.